# Naturschutzgebiet Aare bei Altreu
Das Naturschutzgebiet «Aare bei Altreu» ist ein Schutzgebiet an der Aare in den Kantonen Bern und Solothurn. Es ist seit 1992 als Auengebiet von nationaler Bedeutung definiert und wird als Objekt der IUCN-Kategorie IV unter der Nummer 148611 in der Weltdatenbank geschützter Gebiete geführt. Der nördliche Teil des Areals liegt in der Witischutzzone, einem solothurnischen Landschaftsschutzgebiet.

## Lage
Das Naturschutzgebiet mit der Grösse von 20,51 Hektaren erstreckt sich über zwei Uferzonen der Aare im Gebiet der bernischen Gemeinden Arch und Leuzigen auf der rechten Seite des Flusses und der Solothurner Gemeinden Bettlach und Selzach am linken Ufer. Die Wasseroberfläche steht in diesem Flussabschnitt durchschnittlich auf 425 m ü. M. Das Schutzobjekt ist nach der Ortschaft Altreu benannt, die am linken Ufer der Aare ausserhalb der Schutzzone bei Selzach liegt.
Der geschützte Bereich des Flussraums folgt zwei Schlingen der in der Ebene mäandrierenden Aare. Es sind die ersten von insgesamt vier grossen Flussschleifen zwischen Büren an der Aare und Solothurn. In der Kurve nördlich von Arch mit einem Bogendurchmesser von 800 Metern umströmt die Aare das Flurgebiet Widi. Durch den Widikanal ist die Fläche innerhalb der Kurve vom offenen Feld abgetrennt, und das so gebildete «Inseli», das durch eine Fussgängerbrücke erschlossen ist, bildet den grössten Teil des Naturschutzgebiets. Etwas weiter unten ändert die Aare im nächsten Bogen, der einen Durchmesser von einem Kilometer hat, ihre Richtung wieder und fliesst rund um den Eichacker und dann gegen Norden nach Altreu. Dort geht der Fluss in einem rechten Winkel abrupt in den nächsten Mäander über, der jedoch nicht mehr im hier beschriebenen Schutzgebiet liegt.
An den Innenseiten der weiten Kurven haben sich flache Uferzonen und  Feuchtgebiete gebildet, wo Wasser- und Riedpflanzen und Schilfröhricht gedeihen. In Gebieten der so genannten Weichholzaue sind Restbestände des Silberweiden-Auwalds, der früher in der natürlichen Flusslandschaft weit verbreitet war, erhalten geblieben. Bei normalem Wasserstand liegt die Oberfläche des Flusses mehrere Meter unter dem Niveau der ausgedehnten Witi-Ebene, die in früheren Jahrhunderten bei Hochwasser manchmal überflutet wurde. Die Uferböschung ist seit der zweiten Juragewässerkorrektion auf vielen Abschnitten und besonders an den Prallhängen mit Blockwurf gesichert und bildet daher eine deutliche Grenze zwischen dem Gewässer und dem intensiv genutzten Landwirtschaftsgebiet ausserhalb des Flussraums. Deshalb hat die Aare auf weiten Strecken den Charakter eines künstlichen Kanals, und die naturnahen Auengebiete sind selten geworden. Dem schmalen, mit Gehölz bewachsenen Uferbereich folgen fast durchgehend Feldwege, über welche auch Wander- und Radwanderrouten führen (z. B. die Aare-Route, eine Velostrecke von SchweizMobil).
Gemäss dem Richtplan des Kantons Solothurn ist auf der linken Seite der Aare eine Uferschutzzone von 100 Metern Breite festgelegt, die nur eingeschränkt landwirtschaftlich genutzt werden darf.

Blick auf das Auengebiet an der Aare
Luftaufnahme von 1924
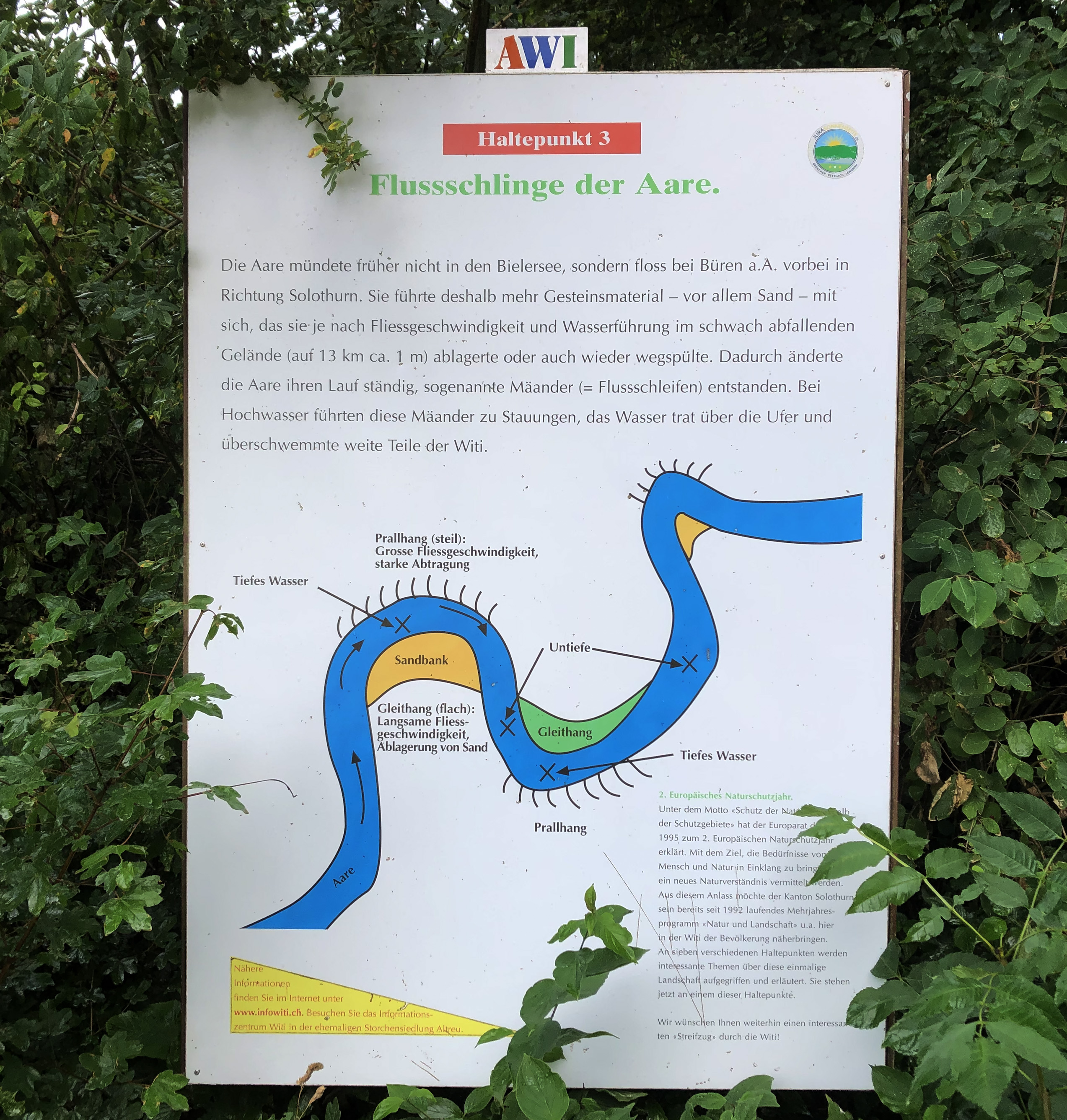
Informationstafel

## Schutzziel
Gemäss dem Beschluss des Regierungsrats des Kantons Bern vom 6. Dezember 1995 gelten für das Naturschutzgebiet folgende Schutzziele:
- möglichst naturnahe Erhaltung der Au von nationaler Bedeutung
- Förderung der auentypischen Tier- und Pflanzenwelt
- Erhaltung des Feuchtgebietes als wichtigen Amphibien-Lebensraum

Für das Gebiet «Widi» besteht ein Schutz- und Pflegekonzept von 1994.

## Weitere Schutzgebiete

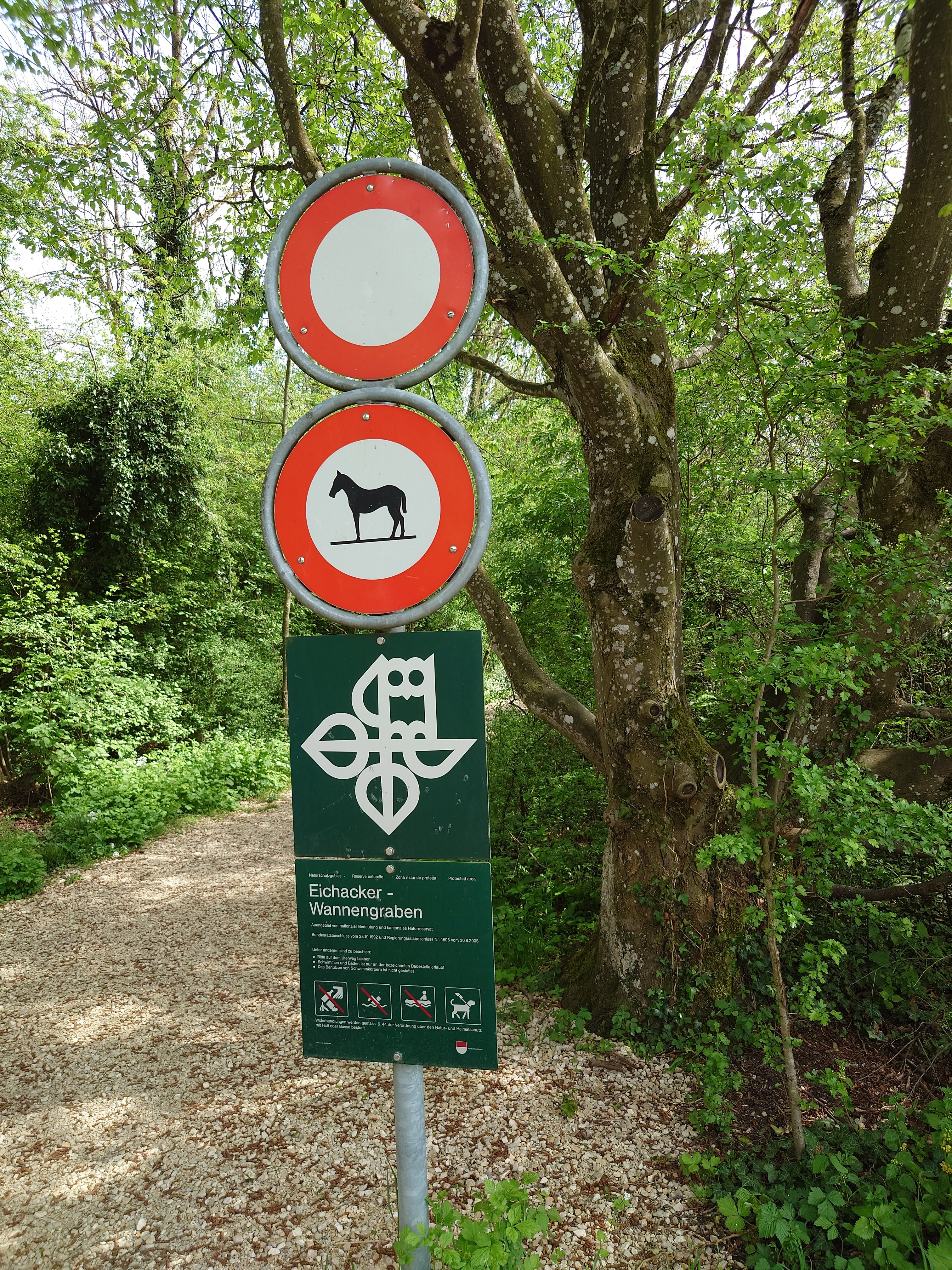
Naturschutzgebiet Eichacker-Wannengraben

Im Areal des Auenschutzgebiets «Aare bei Altreu» und in der nahen Umgebung bestehen mehrere weitere, durch den Gewässerraum der Aare vernetzte Naturreservate:
Im Gebiet von Arch liegt am Rand der geschützten Auenlandschaft das national bedeutende Amphibienlaichgebiet «Widi».
Bei Altreu überlagern sich das Auenschutzreservat, das kantonale Schutzgebiet «Eichacker-Wannengraben» und das Pro Natura-Schutzgebiet «Wannengraben». Der frühere Bach mit diesem Namen war bei der Melioration der Feldflur eingedolt worden; im Jahr 2013 wurde an dieser Stelle ein kleines Stillgewässer neben der Aare neu geschaffen.
Im Westen erstrecken sich nahe bei der Auenschutzzone auf dem Gemeindegebiet von Grenchen, am linken Ufer der Aare, über eine grosse Fläche sowohl das Amphibienlaichgebiet «Grenchner Witi» als auch das international bedeutende Wasser- und Zugvogelreservat «Witi».
Am linken Ufer der Aare liegen zudem die Naturschutzgebiete «Sackmatten» (bei Grenchen und Bettlach) und «Aareinsel mit Lagune» (bei Altreu).